# Stateless (série télévisée)
Stateless ou Apatrides, est une série dramatique télévisée australienne diffusée sur ABC depuis le 1er mars 2020. Les six épisodes ont été repris sur Netflix le 8 juillet 2020.
La série est en partie inspirée par l'histoire vraie vie de Cornelia Rau, une Australienne détenue illégalement par le service de détention des migrants du gouvernement australien.

## Synopsis
La série est centrée sur quatre personnages qui se rencontrent dans un centre de détention pour migrants du désert australien: parmi les détenus, une hôtesse de l'air fuyant un club de danse de banlieue qui s'est avéré être une secte, un réfugié afghan et sa fille fuyant les persécutions ; parmi le personnel pénitentiaire, un jeune père de famille australien effectuant malgré lui un travail qui lui fait honte et une chef de service prise dans un scandale national. Les événements (révolte, évasion, répression) vont pousser ces personnages dans leurs derniers retranchements et mettre en accusation le dispositif même de détention, qui est en fait le personnage central de la série.
A la fin du sixième et dernier épisode, le spectateur apprend que le récit a été construit à partir d'histoires vraies concernant la détention des migrants en Australie.

## Distribution

### Acteurs principaux
- Yvonne Strahovski (VFB : Marcha Van Boven) : Sofie Werner
- Jai Courtney (VFB : Nicolas Matthys) : Cameron « Cam » Sandford
- Cate Blanchett (VF : Isabelle Gardien) : Pat
- Dominic West (VFB : Philippe Résimont) : Gordon
- Asher Keddie (VFB : Sophie Landresse) : Clare Kowitz
- Fayssal Bazzi (VFB : Steve Driesen) : Ameer
- Marta Dusseldorp (VFB : Colette Sodoyez) : Margot
- Soraya Heidari : Mina
- Rachel House (VFB : Cécile Florin) : Harriet

### Acteurs récurrents
- Kate Box (VFB : Valérie Lemaître) : Janice
- Clarence Ryan : Sully
- Claude Jabbour (VFB : Olivier Prémel) : Farid
- Rose Riley : Sharee
- Helana Sawires : Rosna
- Darren Gilshenan (VFB : Franck Dacquin) : Brian Ashworth
- Calvin Mwita : Taifa Duale

## Épisodes
1. Les circonstances qui les ont amenés ici
2. Inconnue
3. Un choix cornélien
4. Cœur, Sofie, cours
5. Panis Angelicus
6. Le septième cercle

## Réception
Stateless a eu sa première mondiale au 70e Festival International du Film de Berlin , dans la nouvelle section Série, avec Mystery Road Series 2,.La chaîne de télévision australienne ABC a créé la série en Australie peu après. Netflix publiera la série dans le monde entier,.
Le scénario de l'épisode 6 d'Elise McCredie a été présélectionné pour le prix Betty Roland pour l'écriture de scénario aux New South Wales Premier's Literary Awards 2021.